# 2010–2011-es svájci labdarúgó-bajnokság (első osztály)
A 2010–2011-es Axpo Super League a svájci labdarúgó-bajnokság legmagasabb szintű versenyének 114. alkalommal megrendezett bajnoki éve volt. A pontvadászat 10 csapat részvételével 2010. július 17-én kezdődött és 2011. május 25-én ért véget.
A bajnokságot a címvédő FC Basel nyerte az ezüstérmes FC Zürich, és a bronzérmes Young Boys előtt. Ez volt a klub 14. svájci bajnoki címe. Az élvonaltól egyenes ágon az FC St. Gallen, osztályozón keresztül pedig az AC Bellinzona búcsúzott, helyüket a Lausanne-Sport és a Servette foglalta el.
A gólkirályi címet a bajnokcsapat csatára, Alexander Frei nyerte el 27 találattal, később megválasztották az Év Játékosá-nak is.

## A bajnokság rendszere
A pontvadászat 10 csapat részvételével zajlott, a csapatok a őszi-tavaszi lebonyolításban oda-visszavágós, körmérkőzéses rendszerben mérkőztek meg egymással. Minden csapat minden csapattal négyszer játszott: kétszer pályaválasztóként, kétszer pedig vendégként.
A bajnokság végső sorrendjét a 36 forduló mérkőzéseinek eredményei határozták meg a szerzett összpontszám alapján kialakított rangsor szerint. A mérkőzések győztes csapatai 3 pontot, döntetlen esetén mindkét csapat 1-1 pontot kapott. Vereség esetén nem járt pont. A bajnokság első helyezett csapata a legtöbb összpontszámot szerzett egyesület, míg az utolsó helyezett csapat a legkevesebb összpontszámot szerzett egyesület volt.
Azonos összpontszám esetén a bajnoki sorrendet az alábbi szempontok alapján határozták meg:
1. a bajnoki mérkőzések gólkülönbsége;
2. a bajnoki mérkőzéseken szerzett gólok száma;

A bajnokság győztese lett a 2010–11-es svájci bajnok, a 10. helyezett kiesett a másodosztályba, a 9. helyezett pedig oda-visszavágós osztályozót játszott a másodosztály ezüstérmesével.

## Változások a 2009–10-es szezonhoz képest
A 2009–10-es szezont követően az utolsó helyezett FC Aarau kiesett a másodosztályba, melynek győztese, az FC Thun jutott fel erre a bajnoki évre az első osztályba. A kilencedik helyen végző AC Bellinzona a másodosztály második helyezettjével, az FC Luganóval oda-visszavágós osztályozón győzött 2–1-re, így maradt az élvonalban.

## Részt vevő csapatok
| Csapat          | Székhely   | Stadion               | 2009–10     |
| --------------- | ---------- | --------------------- | ----------- |
| FC Basel        | Bázel      | St. Jakob-Park        | 1.          |
| AC Bellinzona   | Bellinzona | Stadio Communale      | 9.          |
| Grasshopper     | Zürich     | Letzigrund            | 3.          |
| FC Luzern       | Luzern     | Stadion Gersag        | 4.          |
| Neuchâtel Xamax | Neuchâtel  | Stade de la Maladière | 8.          |
| FC Sion         | Sion       | Stade de Tourbillon   | 5.          |
| FC St. Gallen   | St. Gallen | AFG Arena             | 6.          |
| FC Thun         | Thun       | Stadion Lachen        | 1. (II. o.) |
| Young Boys      | Bern       | Stade de Suisse       | 2.          |
| FC Zürich       | Zürich     | Letzigrund            | 7.          |

## Végeredmény
| #   | Csapat            | M  | GY | D  | V  | G+ – G– | GK  | P                                                       | Megjegyzések                                   |
| --- | ----------------- | -- | -- | -- | -- | ------- | --- | ------------------------------------------------------- | ---------------------------------------------- |
| 1.  | FC BaselCV, K (B) | 36 | 21 | 10 | 5  | 76–44   | +32 | 73                                                      | 2011–2012-es Bajnokok Ligája – Csoportkör1     |
| 2.  | FC Zürich         | 36 | 21 | 9  | 6  | 74–44   | +30 | 72                                                      | 2011–2012-es Bajnokok Ligája – 3. selejtezőkör |
| 3.  | Young Boys        | 36 | 15 | 12 | 9  | 65–50   | +15 | 57                                                      | 2011–2012-es Európa-liga – 3. selejtezőkör     |
| 4.  | FC Sion (KGY)     | 36 | 15 | 9  | 12 | 47–36   | +11 | 54                                                      | 2011–2012-es Európa-liga – Rájátszás2          |
| 5.  | FC ThunÚ          | 36 | 11 | 16 | 9  | 48–43   | +5  | 49                                                      | 2011–2012-es Európa-liga – 2. selejtezőkör     |
| 6.  | FC Luzern         | 36 | 13 | 9  | 14 | 62–57   | +5  | 48 \| rowspan="3" style="background-color: #fafafa;" \| |                                                |
| 7.  | Grasshopper       | 36 | 10 | 11 | 15 | 45–54   | −9  | 41                                                      |                                                |
| 8.  | Neuchâtel Xamax   | 36 | 8  | 8  | 20 | 44–67   | −23 | 32                                                      |                                                |
| 9.  | AC Bellinzona (K) | 36 | 7  | 11 | 18 | 42–75   | −33 | 32                                                      | Osztályozó                                     |
| 10. | FC St. Gallen (K) | 36 | 8  | 7  | 21 | 34–67   | −33 | 31                                                      | Challenge League                               |

Forrás: Axpo Super League (németül) 
A rangsorolás alapszabályai: 1. összpontszám, 2. egymás elleni eredmények összpontszáma, 3. gólkülönbség, 4. szerzett gólok száma.
1Mivel a két Bajnokok Ligája-finalista, az FC Barcelona és a Manchester United is megnyerte hazája labdarúgó-bajnokságát és Bajnokok Ligája-indulást jelentő helyen végzett, a címvédő jogán nem indult csapat. A labdarúgó-bajnokságok UEFA-együtthatója alapján képzett ranglistán 13. helyezett svájci bajnok így a 3. selejtezőkör helyett a csoportkörben indulhat.
2Az FC Sion nyerte a 2010–2011-es svájci kupát, így a 2011–2012-es Európa-liga rájátszásában indulhat.
(B): Bajnokcsapat, (K): Kieső csapat, (F): Feljutó csapat, (I): Kupainduló, (R): A rájátszás győztese, (KGY): Kupagyőztes

## Eredmények

### Az őszi szezon (1–18. forduló) eredményei
| Hazai \ Vendég1 | FCB | BEL | GRA | LUZ | NXA | SIO | STG | THU | YBO | ZÜR |
| FC Basel        |     | 3–1 | 2–2 | 1–4 | 4–1 | 1–1 | 3–0 | 1–3 | 3–1 | 3–2 |
| AC Bellinzona   | 1–0 |     | 1–1 | 0–3 | 3–3 | 0–2 | 1–3 | 2–2 | 2–1 | 1–2 |
| Grasshopper     | 2–1 | 2–3 |     | 0–3 | 1–1 | 0–4 | 2–0 | 0–0 | 1–2 | 1–2 |
| FC Luzern       | 1–1 | 6–2 | 3–2 |     | 4–2 | 2–3 | 4–0 | 1–1 | 2–0 | 1–1 |
| Neuchâtel Xamax | 1–2 | 1–2 | 1–1 | 2–1 |     | 0–3 | 0–1 | 2–3 | 2–4 | 3–4 |
| FC Sion         | 1–2 | 1–1 | 2–0 | 4–1 | 1–2 |     | 0–2 | 1–1 | 2–0 | 1–1 |
| FC St. Gallen   | 1–3 | 3–2 | 1–2 | 1–2 | 0–2 | 1–1 |     | 2–1 | 1–2 | 0–3 |
| FC Thun         | 1–1 | 0–0 | 2–2 | 1–1 | 1–2 | 1–0 | 3–0 |     | 1–1 | 1–3 |
| Young Boys      | 2–2 | 1–1 | 1–0 | 1–1 | 0–1 | 2–1 | 1–1 | 2–2 |     | 1–0 |
| FC Zürich       | 1–4 | 2–2 | 2–0 | 2–2 | 3–1 | 1–1 | 3–1 | 0–0 | 2–2 |     |

Forrás: Axpo Super League (németül) 
1A hazai csapatok a bal oldali oszlopban szerepelnek.
Színek: Zöld = hazai győzelem; Sárga = döntetlen; Piros = vendéggyőzelem.
 

### A tavaszi szezon (19–36. forduló) eredményei
| Hazai \ Vendég1 | FCB | BEL | GRA | LUZ | NXA | SIO | STG | THU | YBO | ZÜR |
| FC Basel        |     | 2–0 | 2–2 | 3–0 | 1–0 | 1–0 | 3–0 | 5–1 | 2–1 | 3–1 |
| AC Bellinzona   | 0–4 |     | 2–0 | 2–0 | 1–1 | 2–2 | 1–3 | 1–1 | 1–5 | 0–1 |
| Grasshopper     | 1–2 | 2–2 |     | 2–1 | 3–1 | 2–0 | 1–3 | 0–0 | 3–2 | 3–1 |
| FC Luzern       | 0–1 | 3–2 | 1–0 |     | 2–1 | 0–1 | 1–1 | 0–1 | 1–1 | 0–5 |
| Neuchâtel Xamax | 2–2 | 1–2 | 0–0 | 2–1 |     | 1–0 | 2–1 | 1–4 | 1–2 | 1–2 |
| FC Sion         | 3–0 | 1–0 | 2–0 | 3–2 | 0–0 |     | 2–0 | 1–0 | 0–2 | 0–2 |
| FC St. Gallen   | 0–0 | 1–0 | 1–4 | 0–4 | 1–1 | 0–1 |     | 0–1 | 0–2 | 2–2 |
| FC Thun         | 2–3 | 3–1 | 0–1 | 3–3 | 1–0 | 3–1 | 0–0 |     | 1–1 | 2–3 |
| Young Boys      | 3–3 | 4–0 | 2–2 | 3–1 | 3–2 | 1–1 | 4–2 | 0–1 |     | 4–2 |
| FC Zürich       | 2–2 | 5–0 | 1–0 | 2–0 | 3–0 | 2–0 | 3–1 | 1–0 | 2–1 |     |

Forrás: Axpo Super League (németül) 
1A hazai csapatok a bal oldali oszlopban szerepelnek.
Színek: Zöld = hazai győzelem; Sárga = döntetlen; Piros = vendéggyőzelem.
 

## A góllövőlista élmezőnye
Forrás: Hivatalos oldal (németül).
27 gólos
- Alexander Frei (FC Basel)

16 gólos
- Henri Bienvenu (Young Boys)

14 gólos
- Mauro Lustrinelli (AC Bellinzona)

12 gólos
- Hakan Yakın (FC Luzern)

10 gólos
- Mehmedi Admir (FC Zürich)
- Alexandre Alphonse (FC Zürich)
- Sio Giovanni (FC Sion)
- Marco Streller (FC Basel)

9 gólos
- Emmanuel Mayuka (Young Boys)
- Innocent Emeghara (Grasshopper)
- Nelson Ferreira (FC Luzern)
- Ezequiel Scarione (FC St. Gallen)
- Amín es-Sermíti (FC Zürich)

## Osztályozó
A 9. helyezett AC Bellinzona és a másodosztály ezüstérmese, a Servette oda-visszavágós osztályozót játszott a 2011–12-es bajnoki évad első osztályú tagságáért. A párharcot 3–2-es összesítéssel a Servette nyerte, így hat év után újra a legjobbak között folytatja.

### 1. mérkőzés
| 2011. május 28. 16.45 (CEST) |

| AC Bellizona | 1–0         | Servette |
| ------------ | ----------- | -------- |
| Pergl 88'    | Jegyzőkönyv |          |

| Stadio Comunale, Bellinzona Nézőszám: 4 800 Játékvezető: Bieri |

### 2. mérkőzés
| 2011. május 31. 19.15 (CEST) |

| Servette                       | 3–1               | AC Bellinzona   |
| ------------------------------ | ----------------- | --------------- |
| de Azevedo 11' Baumann 45' 56' | (2–0) Jegyzőkönyv | 69' Lustrinelli |

| Stade de Genève, Genf Nézőszám: 23 338 Játékvezető: Nikolaj |

## Nemzetközikupa-szereplés

### Eredmények
| Csapat         | Kupa            | Forduló          | Ellenfél            | 1. mérk. | 2. mérk. | Össz. |
| -------------- | --------------- | ---------------- | ------------------- | -------- | -------- | ----- |
| FC Basel       | Bajnokok Ligája | 3. selejtezőkör  | Debreceni VSC       | 2–0      | 3–1      | 5–1   |
| FC Basel       | Bajnokok Ligája | Rájátszás        | Sheriff Tiraspol    | 1–0      | 3–0      | 4–0   |
| FC Basel       | Bajnokok Ligája | Csoportkör       | CFR Cluj            | 1–2      | 1–2      | 1–2   |
| FC Basel       | Bajnokok Ligája | Csoportkör       | Bayern München      | 1–2      | 1–2      | 1–2   |
| FC Basel       | Bajnokok Ligája | Csoportkör       | AS Roma             | 3–1      | 3–1      | 3–1   |
| FC Basel       | Bajnokok Ligája | Csoportkör       | AS Roma             | 2–3      | 2–3      | 2–3   |
| FC Basel       | Bajnokok Ligája | Csoportkör       | CFR Cluj            | 1–0      | 1–0      | 1–0   |
| FC Basel       | Bajnokok Ligája | Csoportkör       | Bayern München      | 0–3      | 0–3      | 0–3   |
| FC Basel       | Európa-liga     | 16 közé jutásért | Szpartak Moszkva    | 2–3      | 1–1      | 3–4   |
| Young Boys     | Bajnokok Ligája | 3. selejtezőkör  | Fenerbahçe          | 2–2      | 1–0      | 3–2   |
| Young Boys     | Bajnokok Ligája | Rájátszás        | Tottenham Hotspur   | 3–2      | 0–4      | 3–6   |
| Young Boys     | Európa-liga     | Csoportkör       | VfB Stuttgart       | 0–3      | 0–3      | 0–3   |
| Young Boys     | Európa-liga     | Csoportkör       | Getafe              | 2–0      | 2–0      | 2–0   |
| Young Boys     | Európa-liga     | Csoportkör       | Odense BK           | 4–2      | 4–2      | 4–2   |
| Young Boys     | Európa-liga     | Csoportkör       | Odense BK           | 0–2      | 0–2      | 0–2   |
| Young Boys     | Európa-liga     | Csoportkör       | VfB Stuttgart       | 1–0      | 1–0      | 1–0   |
| Young Boys     | Európa-liga     | Csoportkör       | Getafe              | 0–1      | 0–1      | 0–1   |
| Young Boys     | Európa-liga     | 16 közé jutásért | Zenyit              | 2–1      | 1–3      | 3–4   |
| Grasshopper    | Európa-liga     | Rájátszás        | Steaua București    | 0–1      | 1–0      | 1–1   |
| FC Luzern      | Európa-liga     | 3. selejtezőkör  | FC Utrecht          | 0–1      | 1–3      | 1–4   |
| Lausanne-Sport | Európa-liga     | 2. selejtezőkör  | Borac Banja Luka    | 1–0      | 1–1      | 2–1   |
| Lausanne-Sport | Európa-liga     | 3. selejtezőkör  | Randers FC          | 3–2      | 1–1      | 4–3   |
| Lausanne-Sport | Európa-liga     | Rájátszás        | Lokomotyiv Moszkva  | 1–1      | 1–1      | 2–2   |
| Lausanne-Sport | Európa-liga     | Csoportkör       | CSZKA Moszkva       | 0–3      | 0–3      | 0–3   |
| Lausanne-Sport | Európa-liga     | Csoportkör       | Palermo             | 0–1      | 0–1      | 0–1   |
| Lausanne-Sport | Európa-liga     | Csoportkör       | Sparta Praha        | 3–3      | 3–3      | 3–3   |
| Lausanne-Sport | Európa-liga     | Csoportkör       | Sparta Praha        | 1–3      | 1–3      | 1–3   |
| Lausanne-Sport | Európa-liga     | Csoportkör       | CSZKA Moszkva       | 1–5      | 1–5      | 1–5   |
| Lausanne-Sport | Európa-liga     | Csoportkör       | US Città di Palermo | 0–1      | 0–1      | 0–1   |

Megjegyzés: Az eredmények minden esetben a svájci labdarúgócsapatok szemszögéből értendőek, a dőlttel írt mérkőzéseket pályaválasztóként játszották.

### UEFA-együttható
A nemzeti labdarúgó-bajnokságok UEFA-együtthatóját a svájci csapatok Bajnokok Ligája-, és Európa-liga-eredményeiből számítják ki. Svájc a 2010–11-es bajnoki évben 5,900 pontot, ezzel a 12. helyen zárt.
| Csapat         | SGY | SD | SV | GY | D | V  | Bónusz | Pont   | Átlag |
| -------------- | --- | -- | -- | -- | - | -- | ------ | ------ | ----- |
| FC Basel       | 4   | 0  | 0  | 2  | 1 | 5  | 4,000  | 13,000 |       |
| Young Boys     | 2   | 1  | 1  | 4  | 0 | 4  | 0,000  | 10,500 |       |
| Grasshopper    | 1   | 0  | 1  | 0  | 0 | 0  | 0,000  | 1,000  |       |
| FC Luzern      | 0   | 0  | 2  | 0  | 0 | 0  | 0,000  | 0,000  |       |
| Lausanne-Sport | 2   | 4  | 0  | 0  | 1 | 5  | 0,000  | 5,000  |       |
| Összesen       | 9   | 5  | 4  | 6  | 2 | 14 | 4,000  | 29,500 | 5,900 |

## Külső hivatkozások
- Hivatalos oldal (németül)
- A bajnokság adatai a Svájci labdarúgó-szövetség oldalán (németül)
- Eredmények és tabella az rsssf.com-on (angolul)
- Eredmények és tabella a Soccerwayen (angolul)